# Cổ phiếu chưa niêm yết
Cổ phiếu chưa niêm yết, thuật ngữ tiếng Anh: Over-the-counter, viết tắt là OTC, là những cổ phiếu đã được phát hành nhưng chưa niêm yết và giao dịch tại các trung tâm giao dịch chứng khoán. Loại này thường lãi nhiều mà rủi ro cũng nhiều.
Cổ phiếu chưa niêm yết bao gồm ba loại cổ phiếu:
1. Cổ phiếu ưu đãi
2. Cổ phiếu ủy thác
3. Cổ phiếu trực tiếp

## Cổ phiếu ưu đãi (Preference Share)
Đây là loại cổ phiếu được bán cho cán bộ công nhân viên trong công ty A khi công ty A phát hành; công nhân viên sẽ được mua với giá 60% so với giá đấu bình quân khi công ty đó đấu giá. Theo luật thì sau 3 năm loại cổ phiếu ưu đãi này mới được giao dịch chuyển nhượng và sang tên, nhưng tùy theo chính sách của mỗi công ty mà có thể cho phép sang tên chuyển nhượng trước thời hạn quy định là 3 năm, hoặc có thể là sau 1 năm đã được sang tên và lên sàn giao dịch như những cổ phiếu khác, vì công ty đó vừa phát hành bán đấu giá được 1 năm mà đã có quyết định lên sàn giao dịch. Thường thì giá của loại cổ phiếu ưu đãi thấp hơn 10 đến 15 giá (vì đây là loại cổ phiếu số lượng ít và không được sang tên khi chưa được phép) so với các loại cổ phiếu khác đang lưu hành được cho phép chuyển nhượng bất cứ lúc nào. Cổ phiếu ưu đãi còn được gọi là cổ phiếu hạn chế chuyển nhượng, sau khi đấu giá khoảng 4 tháng thì công ty sẽ cấp sổ cho loại cổ phiếu này và đứng tên người được mua lúc đầu. Nếu có người khác muốn mua lại cổ phiếu này thì chỉ cầm sổ của người bán và giao hết tiền, cho đến khi nào công ty cho phép chuyển nhượng sang tên thì người bán sẽ làm thủ tục chuyển nhượng sang tên cho người mua, hai bên sẽ viết giấy tay chuyển nhượng cùng với các điều khoản viết trong tờ giấy mua bán như:
- Người bán tức là bên A, người mua tức là bên B: Bên A cam kết sẽ giao toàn bộ giấy tờ, sổ cổ đông cho bên B sau khi bên B đã giao hết tiền cho bên A.
- Bên A cam kết sẽ có trách nhiệm kết hợp với bên B để hoàn thành thủ tục chuyển nhượng và làm thủ tục sang tên cho bên B khi công ty cổ phần cho phép chuyển nhượng.
- Kể từ ngày giao dịch mua bán bên B sẽ được hưởng tất cả những ưu đãi hay đặc quyền mà công ty cổ phần mang lại cho cổ đông như: Cổ tức, phát hành thêm cổ phiếu theo hình thức chia cho cổ đông hiện hữu, quyền được chia cổ tức trước so với các loại cổ phiếu khác...

Khi công ty cho phép chuyển nhượng thì người mua và bán sẽ kết hợp với nhau để điền vào đơn chuyển nhượng của công ty và mang tới văn phòng chuyên trách về vấn đề cổ phiếu để hoàn thành thủ tục (thường là phòng kế toán). Cổ phiếu ưu đãi phù hợp cho những người có nguồn ngân sách lớn và dự định đầu tư lâu dài, vì lợi nhuận sẽ khá cao.

## Cổ phiếu ủy thác
Khi công ty phát hành bán cổ phiếu thì công ty đó sẽ không tự mình làm mà phải phụ thuộc vào các công ty chứng khoán để tư vấn và phát hành cho công ty đó, đánh vào tâm lý lo ngại của nhiều nhà đầu tư mới chưa hiểu nhiều về cổ phiếu không dám tự mình đi đấu giá, nếu đấu giá cao quá thì bị hớ, đấu giá thấp quá thì không trúng sẽ mất đi 1 cơ hội trong khi số tiền nhàn rỗi chưa biết để vào đâu, chính vì vậy đã có những công ty chứng khoán hay tổ chức tài chính sẽ thay mặt nhà đầu tư đấu giá, tức là nhà đầu tư sẽ phụ thuộc hoàn toàn vào công ty hay tổ chức này, vì là tổ chức và công ty chứng khoán nên số lượng nhà đầu tư uỷ thác đấu giá cho công ty này là rất nhiều, và với số lượng uỷ thác đấu giá với số lượng lớn này thì công ty hay tổ chức uỷ thác sẽ đấu sát giá hơn, và khả năng trúng gần với giá đấu bình quân là rất cao, nhà đầu tư có thể yên tâm, sau khi đã đấu giá xong công ty chứng khoán này sẽ chia lại theo số lượng đăng ký của nhà đầu tư, nhà đầu tư sẽ phải trả cho công ty chứng khoán này một vài khoản tiền như: tiền phí uỷ thác đầu tư thường là 1% - 2% so với số lượng và giá nhà đầu tư mua, tiền phí quản lý cổ phiếu hàng năm, và phí chuyển nhượng sang tên, công ty nhận làm việc uỷ thác đầu tư được biết đến nhiều nhất hiện nay là PVFC - PetroVietNam Financial company.
Khi mua bán loại cổ phiếu uỷ thác thì người mua và bán sẽ gặp nhau và dắt nhau ra công ty PVFC này để PVFC xác nhận và sẽ thực hiện quyền chuyển nhượng sang tên cho người mua, trước khi mua bán người bán phải trả hết các loại phí cho PVFC và PVFC sẽ sang tên cho người mua.
- Thủ tục mua bán loại cổ phiếu uỷ thác là người mua và bán sẽ viết giấy tay với nhau, người mua sẽ trả cho người bán 10% tổng giá trị giao dịch và hẹn 3 ngày sau, hoặc là hơn, cho đến khi người mua đã nhận được cổ phiếu mang tên mình thì người mua sẽ trả hết tiền cho người bán, tức là giai đoạn này PVFC sẽ tiến hành thủ tục sang tên
- Cam kết trong giấy tay: Cũng như các điều khoản như loại cổ phiếu ưu đãi và thêm là: Trong thời gian tiến hành thủ tục chuyển nhượng nếu người bán huỷ bỏ hợp đồng mua bán (tức là không bán nữa) thì người bán sẽ mất gấp đôi số tiền đặt cọc, nếu người mua mà không mua nữa thì người mua sẽ mất toàn bộ số tiền đặt cọc, người mua cam kết sẽ giao hết tiền cho người bán khi người bán đã giao sổ cổ đông, hợp đồng và toàn bộ giấy tờ liên quan tới cổ phiếu cho người mua, tỷ lệ đặt cọc cũng tuỳ thuộc vào giao kèo giữa 2 bên

## Cổ phiếu trực tiếp
Là loại cổ phiếu mà người mua trực tiếp đi đấu giá mà không phụ thuộc uỷ thác vào các tổ chức hay công ty chứng khoán nào cả, là cổ phiếu luôn có giá cao hơn so với cổ phiếu Uỷ thác và Ưu đãi vì tính thanh khoản, giao dịch rất dễ dàng, thuận lợi không phải trả tiền các loại phí như cổ phiếu Uỷ Thác, là loại cổ phiếu được chuyển nhượng tự do. Sau khi đấu giá được 3 - 4 tháng công ty sẽ cấp sổ đỏ cho cổ phiếu trực tiếp, sau khi đã có sổ thì được tự do giao dịch, sang tên chuyển nhượng. Trước khi cổ phiếu trực tiếp chưa được cấp sổ thì người mua chỉ cầm được của người bán: Giấy đặt cọc, giấy nộp tiền lần 2
Các thủ tục mua bán và các điều khoản đều như các loại cổ phiếu trên, chỉ cần mang giấy tờ và photo CMND của người mua và bán, điền vào Form chuyển nhượng và nộp cho bộ phận chuyên trách về cổ phiếu công ty đó, họ sẽ làm, đóng vài chục ngàn tiền phí, đợi vài ngày đến lấy sổ, nếu tổng giám đốc công ty đó đi nước ngoài công ty thì chịu khó đợi lâu hơn và phải giao kèo với người mua hay bán, kẻo thời gian lấy sổ lâu quá mà giá loại cổ phiếu mình mua thì cứ lên vùn vụt, trong khi đó số tiền đặt cọc 10% quá nhỏ, giá lên quá 10% tiền đặt cọc thì người bán sẽ có quyền huỷ bỏ hợp đồng, tức là không bán nữa và chịu trả lại gấp đôi tiền đặt cọc, trong trương hợp này nếu thấy giá lên quá thì phải gấp rút trả thêm tiền đặt cọc lên 40 - 50% để đảm bảo người bán sẽ phải bán chứ không huỷ bỏ hợp đồng.
Mua bán OTC dựa trên nguyên tắc tin tưởng lẫn nhau là rất quan trọng, để tránh bị lừa nên Photo CMND, số điện thoại, số nhà, biết về nơi làm việc cũng nên biết, phải biết nhà người bán ở đâu, nên mua ở gần, không nên mua ở xa khi chưa biết rõ người ta là ai, nhà ở đâu, làm nghề gì!